# Jollain-Merlin
 Jollain-Merlin  is een dorp in de Belgische provincie Henegouwen, en een deelgemeente van de Waalse gemeente Brunehaut.
Jollain-Merlin was een zelfstandige gemeente, tot die bij de gemeentelijke herindeling van 1977 toegevoegd werd aan de gemeente Brunehaut. Jollain-Merlin bestaat uit het dorp Jollain en het dorpje Merlin iets meer naar het noorden.

## Bezienswaardigheden
- De Sint-Saulvekerk werd grotendeels verwoest tijdens de Eerste Wereldoorlog en herbouwd in 1920-1924. Gespaard bleef het 17e-eeuws laatgotisch koor en het gotisch transept van 1550.
- Het Château de Merlin is goeddeels verdwenen op het poortgebouw na dat uit 1714 stamt.
- De Sint-Jozefkapel in het gehucht Merlin werd opgericht einde 17e eeuw.

## Natuur en landschap
De hoogte aan de kerk is 27 meter.

## Demografische ontwikkeling
- Bronnen:NIS, Opm:1831 tot en met 1970=volkstellingen, 1976= inwoneraantal op 31 december

## Nabijgelegen kernen
Wez, Hollain, Bléharies, Lesdain